# Аркатаг
Аркатаг (кит.: 阿尔喀山, уйг. Arka taĝ) — (від тюрк. . арка «задня сторона» та таг «хребет») — Задній хребет, хребет Пржева́льского — гірський хребет в центральній частині Куньлуня на території Китаю, розділяє Тибетський та Сіньцзян-Уйгурський автономний район.
Довжина близько 650 км, найвища точка — гора Улугмузтаг. Складається переважно з гранітів, гнейсів, пісковиків. Переважають плавні обриси схилів та вершин. Розповсюджені кам'яні осипи. Гальково-щебнева пустеля.
Розповсюджений альпінізм.
На північному схилі хребта є родовища золота.
Хребет відкритий в 1884 році російським мандрівником М. М. Пржевальским та названий ним «Загадковий» (рос. «Загадочный»). В 1886 році Російське географічне товариство перейменувало хребет в пам'ять про заслуги вченого.